# Palavras cruzadas

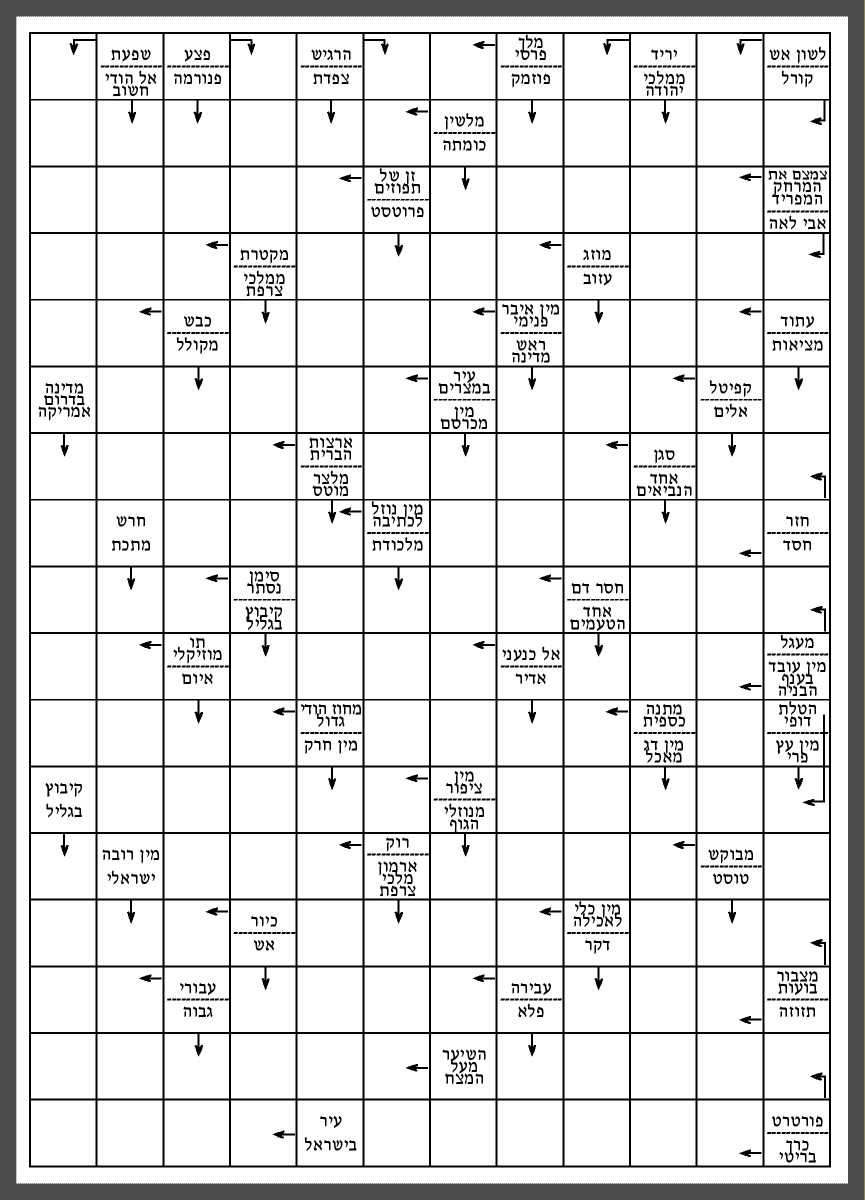
Palavras cruzadas do tipo diretas, em que as dicas são postas diretamente na grade

O jogo de palavras cruzadas é um passatempo bastante difundido. Consiste de várias linhas formadas por quadrados em branco, algumas na vertical e outras na horizontal, que se cruzam umas com as outras. Cada linha deve ser preenchida por uma palavra, e cada palavra deve ser descoberta através de dicas que acompanham as cruzadas. Ao se preencher uma das linhas, automaticamente se preenche alguns quadrados das outras linhas que a cruzam, tornando mais fácil sua resolução. A profissão de criar palavras cruzadas denomina-se "cruciverbalismo" e os profissionais são chamados de "cruciverbalistas". A prática ou cultivo das palavras cruzadas pelos leigos é denominado "cruzadismo" e os seus praticantes são chamados de "cruzadistas".
Palavras cruzadas infantis geralmente são compostas por poucas linhas, que se cruzam em não mais do que dois ou três pontos cada. Nas palavras cruzadas para adultos as linhas são dispostas de modo a formar um quadrilátero, com quase todos os quadrados pertencendo a duas linhas (uma vertical e outra horizontal). A diferença de tamanho entre as palavras é compensada através de quadrados pretos, que não devem ser percebidos. Linhas que contêm quadrados pretos geralmente são formadas por mais de uma palavra, mas não sempre. Nos demais casos a segunda porção da linha só será preenchida por uma palavra contida numa linha do sentido oposto (vertical para uma linha horizontal e vice-versa).
Apesar de palavras cruzadas serem vendidas em revistas de passatempo, sua maior difusão se dá por meio da publicação em jornais. Todos os grandes jornais do mundo publicam palavras cruzadas, geralmente no caderno de entretenimento ou no de TV.

## História
As primeiras cruzadas modernas foram elaboradas por Arthur Wynne e publicadas no jornal New York World, em 1913. Durante a infância, Wynne conviveu com jogos de encaixar letras em espaços delimitados por um quadrado, de modo que formassem diferentes palavras, na horizontal ou na vertical. A inovação do inglês foi dar dicas para preencher os espaços, ao invés de dar as palavras de uma vez. O jogo foi publicado em 1913 e, devido ao grande sucesso, no início da década seguinte já estava presente nos maiores jornais do mundo todo.
[carece de fontes?]

### No Brasil
No Brasil, as palavras cruzadas mais difundidas são as do grupo Coquetel da Ediouro Publicações, publicadas em revistas próprias e em vários jornais tal como os syndicate norte-americanos. Durante anos, a Folha de S.Paulo preferiu manter um formato mais comum nos Estados Unidos, com um profissional contratado exclusivamente para criar suas palavras cruzadas. O criador das cruzadas da folha era o cruciverbalista Júlio Moncorvo; suas cruzadas costumavam ser mais complexas que as das empresas especializadas em passatempos e muitas vezes usavam palavras citadas no jornal naquele dia ou no dia anterior. Também era conhecido por usar várias vezes uma mesma palavra e uma mesma dica (por exemplo, palavra litúrgica de anuência - amém).

### Em Portugal
Conhece-se uma data: 3 de junho de 1925. Dia em que foram publicadas, pela primeira vez, palavras cruzadas no primeiro jornal desportivo da cidade do Porto, o 'Sporting'.

### Benefícios
Há estudos que colocam este passatempo entre as boas práticas para evitar doenças como Alzheimer e Parkinson. De qualquer forma, fazer regularmente palavras cruzadas enriquece o vocabulário e a cultura geral ao mesmo tempo que treina a ortografia.

### Na escola
O professor pode utilizar este instrumento de maneira personalizada, onde acessando plataformas digitais como Crossword Puzzle Maker poderá formular cruzadinhas dentro do contexto que vem sendo trabalhado em sala. E desta forma propor desafios para resolução da cruzadinha de maneira colaborativa.

## Tipos de palavras cruzadas

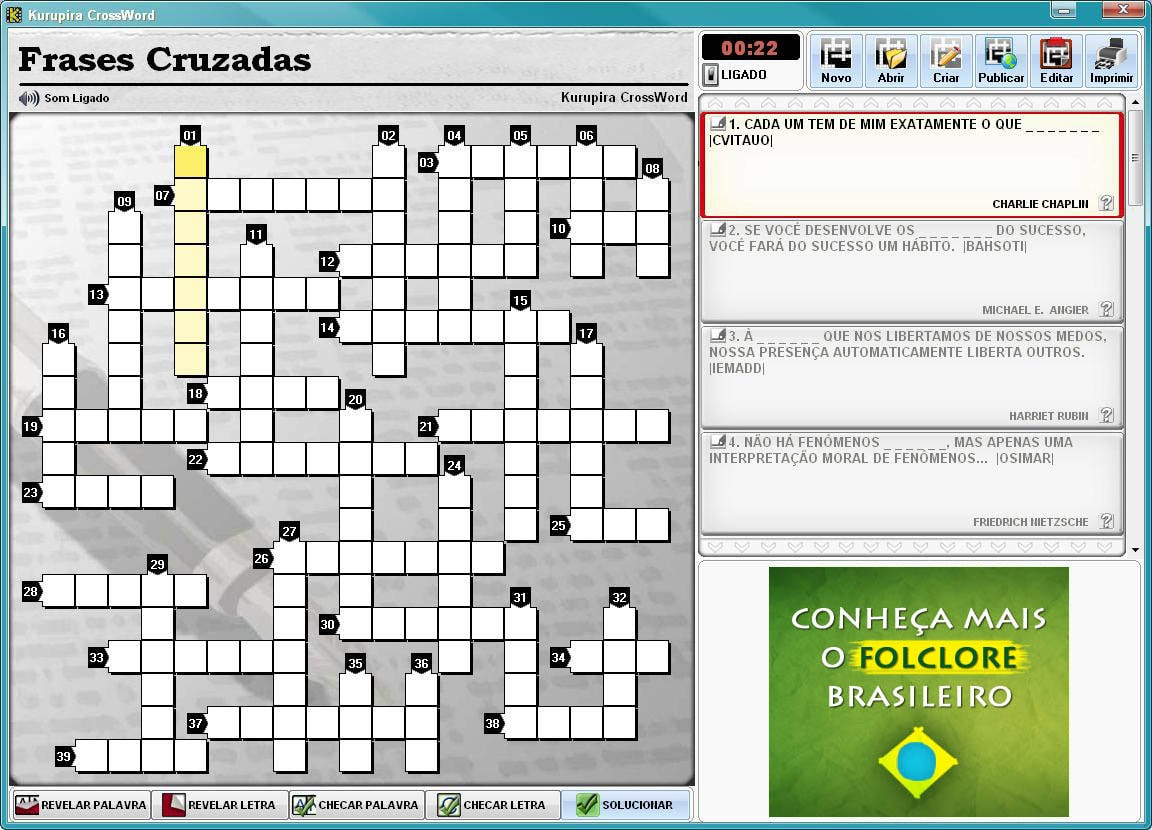
Palavras Cruzadas com Frases

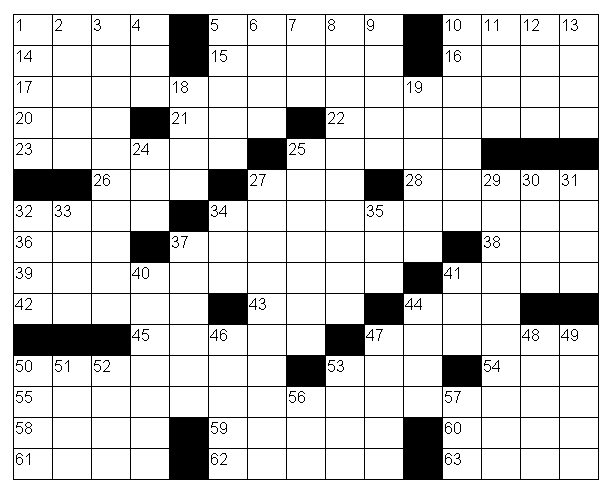
Palavras cruzadas norte-americanas
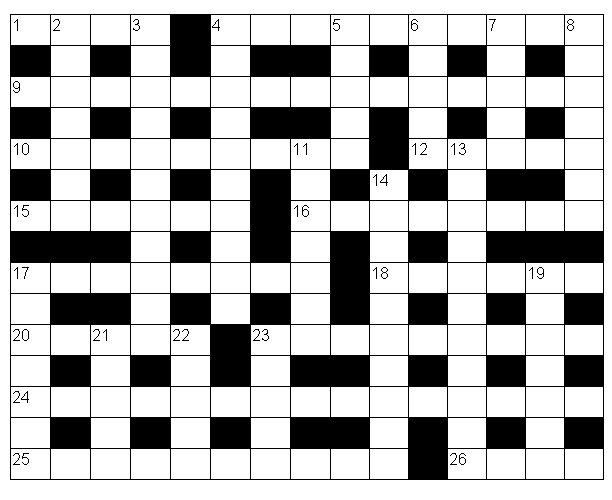
Palavras cruzadas inglesas
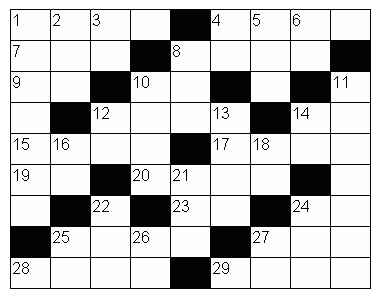
Palavras cruzadas japonesas
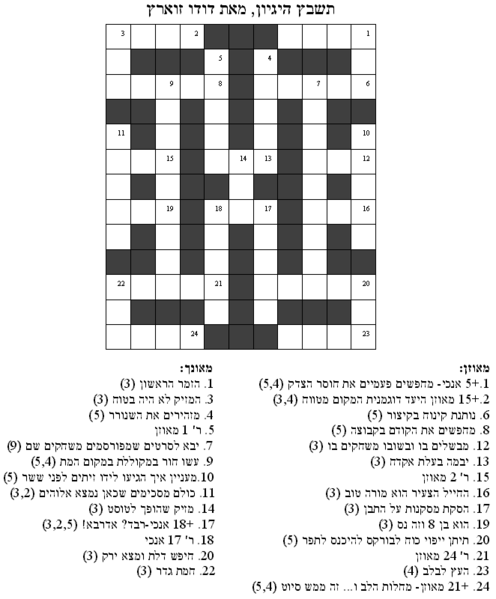
Palavras cruzadas hebraicas